# Colin Hanks
Colin Hanks, nome artístico de Colin Lewes Hanks (Sacramento, 24 de novembro de 1977), é um ator norte-americano, filho do também ator Tom Hanks com Samantha Lewes.

## Vida pessoal
Atualmente está casado com a publicadora de New York, Samantha Bryant, e tem uma filha, Olivia Jane Hanks, nascida a 1 de fevereiro de 2011. É filho do ator Tom Hanks.

## Filmografia
| Ano        | Título                             | Papel                            | Notas |
| ---------- | ---------------------------------- | -------------------------------- | --- |
| 1994       | Forrest Gump                       | Homem                            | |
| 1996       | That Thing You Do!                 | Homem                            | |
| 1999- 2001 | Roswell                            | Alexander Charles "Alex" Whitman | Série de TV                                                                                                |
| 2000       | Whatever It Takes                  | Cosmo                            | |
| 2001       | Get Over It                        | Felix Woods                      | |
| 2001       | Band of Brothers                   | Lieutenant Henry Jones           | Minisérie de TV                                                                                            |
| 2002       | Orange County]]                    | Shaun Brumder                    | |
| 2003       | 11:14                              | Mark                             | |
| 2004       | The O.C.                           | Grady                            | |
| 2004       | Standing Still                     | Quentin                          | |
| 2005       | King Kong                          | Preston                          | |
| 2005       | Rx                                 | Jonny                            | |
| 2005, 2008 | Numb3rs                            | Marshall Penfield                | Série de TV nos episódios: "Convergence" (2ª Temporada) e "Frienemies" (5ª Temporada)                      |
| 2006       | Alone with Her                     | Doug                             | |
| 2006       | Tenacious D in The Pick of Destiny | Drunken fraternity brother       | |
| 2007       | Careless                           | Wiley Roth                       | |
| 2008       | Untraceable                        | Griffin Dowd                     | |
| 2008       | My Mom's New Boyfriend             | Henry Durand                     | |
| 2008       | The Great Buck Howard              | Troy Gable                       | |
| 2008       | The House Bunny                    | Oliver                           | |
| 2008       | Mad Men                            | Father John Gill                 | Série de TV                                                                                                |
| 2008       | W.                                 | Speechwriter                     | |
| 2008       | Slasher                            | Griffin Dowg                     | Filme |
| 2009       | Barry Munday                       | Heavy Metal Greg                 | |
| 2010       | The Good Guys                      | Jack Bailey                      | Série de TV                                                                                                |
| 2010       | High School                        | Brandon Ellis                    | |
| 2011       | Lucky                              | Ben Keller                       | |
| 2011       | Dexter                             | Travis Marshall                  | Série de TV (6ª Temporada)                                                                                 |
| 2011       | Robot Chicken                      | Sam Witwicky, Vanity Smurf       | Série de TV (Voz)                                                                                          |
| 2012       | Happy Endings                      | Ele Próprio                      | Série de TV (2ª Temporada, episódio 16)                                                                    |
| 2012       | The Guilt Trip                     | Rob                              | |
| 2013       | Parkland                           | Dr. Malcolm Perry                | |
| 2014       | Fargo                              | Officer Gus Grimly               | 10 episódios - Indicado - Critics' Choice Television Award for Best Supporting Actor in a Movie/Miniseries |
| 2015       | No Stranger Than Love              | Clint Coburn                     | pôs-produção                                                                                               |
| 2015       | Mom                                | Dog Boy                          | Série de TV (2ª Temporada)                                                                                 |